# Poblado Miguel Alemán FC
El Poblado Miguel Alemán FC fue un equipo de fútbol profesional que formaba parte del Grupo XIII de la Tercera División de México. Tuvo como sede la comisaría de Miguel Alemán, Municipio de Hermosillo, Sonora, México.

## Historia
El equipo fue fundado por la «Fundación López Caballero» y nace por la necesidad de llevar espectáculo y deporte profesional de buena calidad a las familias de la Costa de Hermosillo. 
Poblado Miguel Alemán FC es el nombre que se le dio a la nueva institución. Para poder albergar al equipo se construyó un estadio con césped artificial y con capacidad para 4000 aficionados. Finalmente, se afilió al nuevo equipo a la Tercera División de México, concretando así su estatus de profesional.

## Títulos
Poblado FC ha logrado dos títulos en la tercera división en temporadas consecutivas, consumando el ansiado Bi-Campeonato por cualquier institución deportiva.
En la temporada 2012-13 vencieron en la final a Tecamachalco con Global de 5-4. En la ida el juego quedó 2-2 en duelo disputado en el estadio «Alberto Pérez Navarro», pero lograron culminar la obra en el partido de vuelta en el estadio «López Caballero» ganando 3-2 y celebrando el título ante un «López Caballero» con sobrecupo, logrando así el ascenso a la Segunda División de México.
Obtuvieron el bicampeonato en la temporada 2013-14 venciendo en la Final del torneo de Filiales a Cruz Azul Dublán. En el juego de ida en el «López Caballero»  Rayos vencieron 4-1 a los cementeros. Para la vuelta en el 10 de diciembre se concretó el empate 1-1, por lo cual Poblado Miguel Alemán consumó el título con contundente marcador global de 5-2.

## Ascenso y cambio de sede
Al término de la temporada 2012-13 y al confirmarse el ascenso del equipo a Segunda División, se informó de que el Estadio «Alejandro López Caballero» de la Comisaría Miguel Alemán no cumplía con los requisitos mínimos para albergar fútbol de Segunda División. Por lo tanto, la directiva se dio a la tarea de trasladar al equipo de la Comisaría  hacia Hermosillo, para fundar a los Cimarrones de Sonora.
No obstante, se dejó una franquicia de tercera división en el Poblado, para que la misma fungiera como filial de Cimarrones de Sonora.

## Desaparición
Al final de la temporada 2015-16 de la Tercera División, el club desaparece definitivamente para convertirse en «Cimarrones de Sonora C» y disputar sus encuentros en la Cancha «Aarón Gamal», en la Unidad Deportiva La Sauceda de Hermosillo, Sonora.

## Filial
Rumbo al final de su existencia, el equipo tuvo calidad de Filial del club Cimarrones de Sonora. Por lo tanto, dejó de lado sus clásicos colores morado-blanco para utilizar los colores de Cimarrones, naranja-azul.

## Estadio
El Estadio Alejandro López Caballero es un inmueble localizado en la Comisaría Miguel Alemán de la ciudad de Hermosillo, Sonora, México. Fue inaugurado en el año 2012 y cuenta con una cancha de fútbol profesional de césped sintético. Tiene capacidad para albergar a 4000 aficionados.

## Palmarés

### Torneos oficiales
| Competición nacional                            | Títulos | Subcampeonatos |
| ----------------------------------------------- | ------- | -------------- |
| Tercera División de México (Ascenso) (1/0)      | 2012-13 |                |
| Torneo de Filiales de la Tercera División (1/0) | 2013-14 |                |

## Temporadas
| Temporada  | División           | Posición        |
| ---------- | ------------------ | --------------- |
| 2016/2017  | 5.Tercera División | 11o. Grupo XIII |
| 2017/2018  | 5.Tercera División | 9o. Grupo XIII  |
| 2018/2019  | 5.Tercera División | Grupo XIII      |
| 2019/2020¹ | 5.Tercera División | Grupo XIII      |

1: Torneo suspendió por pandemia Covid-19